# Laroque (Hérault)
Laroque (okzitanisch: La Ròca) ist eine französische Gemeinde im Département Hérault in der Region Okzitanien. Sie gehört zum Gemeindeverband Cévennes Gangeoises et Suménoises.
Am 1. Januar 2022 zählte die Gemeinde 1670 Einwohner. Sie werden „Laroquois“ genannt. 
Laroque liegt zwischen Ganges und Saint-Bauzille-de-Putois strategisch günstig am Eingang von der Ebene des Languedoc zu den Tälern der Cevennen.
Schon aus prähistorischer Zeit sind Zeugnisse der Besiedlung in den umliegenden Grotten (Grotte de la Vache) gefunden worden. Die Phönizier benutzen den Fluss Hérault, um Zugang zu den Cevennen und den dort befindlichen Silber- und Goldminen zu erlangen. Kelten haben Menhire hinterlassen, in der gallo-römischen Zeit befand sich auf der Felskuppe ein Oppidum. In karolingischer Zeit wurde die Prieuré de Saint-Brès erbaut, deren Ruinen sich einen Kilometer vom Ort entfernt befinden.
Laroque ist mit Saint-Hubert in Belgien partnerschaftlich verbunden.

## Bevölkerungsentwicklung
| Jahr                       | 1962 | 1968 | 1975 | 1982 | 1990 | 1999 | 2010 | 2019 |
| Einwohner                  | 552  | 535  | 649  | 794  | 1028 | 1126 | 1334 | 1625 |
| Quellen: Cassini und INSEE |      |      |      |      |      |      |      |      |